# Menschenfuß-Funde an der Salish Sea

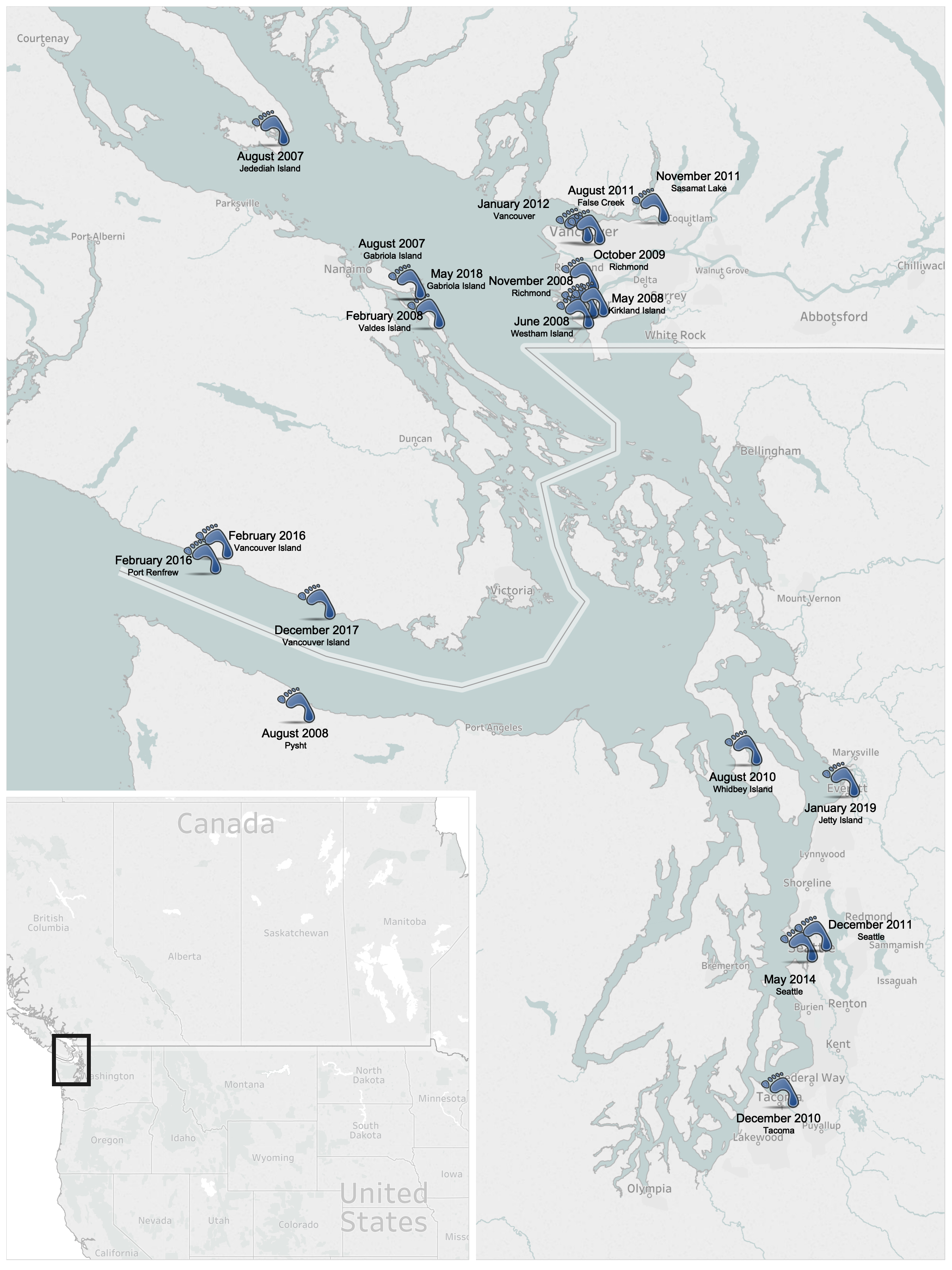
Orte, an denen an der Salish Sea Menschenfüße gefunden wurden

Bei den Menschenfuß-Funden an der Salish Sea in British Columbia (Kanada) und im US-Bundesstaat Washington wurden mindestens 20 abgetrennte menschliche Füße gefunden. Die erste Entdeckung erfolgte am 20. August 2007 auf Jedediah Island in British Columbia. Auch an den Küsten der Inseln in British Columbia sowie in den US-Städten Tacoma und Seattle wurden Füße gefunden.
In Kanada teilte der BC Coroners Service im Dezember 2017 mit, dass die Behörden bei allen Nachforschungen einen Irrtum ausgeschlossen hätten und dass die Füße definitiv von Menschen stammten, die entweder bei Unfällen oder durch Selbstmord getötet wurden, und dass sich die Füße während des normalen Verwesungsprozesses ablösten. Die Füße wurden normalerweise in Turnschuhen gefunden. Der Gerichtsmediziner glaubte, dass die Füße nur deshalb schwimmfähig genug und relativ intakt waren, da sie in den Schuhen steckten. Vor dem letzten Fall von Füßen, die an Land gespült wurden, gab es aber bereits historische Fälle, die mehr als ein Jahrhundert zurückreichen. Die jüngste Entdeckung war am 1. Januar 2019, als Spaziergänger auf Jetty Island in Everett, Washington, die Polizei anriefen, um einen Stiefel mit einem menschlichen Fuß zu melden, den nun der Gerichtsmediziner mit Antonio Neill vergleichen konnte, der seit dem 12. Dezember 2016 vermisst wurde.

## Frühere Entdeckungen
Diese Fußentdeckungen sind nicht die ersten an der Küste von British Columbia. Ein Fuß wurde bereits 1887 in Vancouver gefunden, was sogar dazu führte, dass der Entdeckungsort Leg-In-Boot Square genannt wurde. Am 30. Juli 1914 berichtete The Vancouver Sun, dass Neuankömmlinge aus Kimsquit berichteten, dass ein menschliches Bein in einem hohen Stiefel an einem Strand nahe der Mündung des Salmon River gefunden wurde (ein früherer Name für den Dean River in der Nähe von Kimsquit, nahe seiner Quelle) von Dean Channel. Es wurde vermutet, dass die Überreste von einem Mann stammten, der im vergangenen Sommer in dem Fluss ertrunken war.
Zwischen dem Jahr 2007 und September 2018 wurden in der kanadischen Provinz British Columbia 15 Füße gefunden, und fünf im US-Bundesstaat Washington: Manche Füße ergaben tatsächlich eine Reihe von übereinstimmenden Paaren.
In British Columbia wurden 13 der 15 Füße identifiziert; Der letzte war ein linker Fuß, der im September 2018 am Ufer eines felsigen Strandes in West Vancouver (British Columbia) gefunden wurde und durch DNA-Analyse mit einem Mann in Verbindung gebracht wurde, der Anfang des Jahres vermisst wurde. Die beiden nicht identifizierten Füße, die im Februar 2016 gefunden wurden, wurden am Ufer des bewachsenen Strandes an der Westküste von Vancouver Island (neben der Straße von Juan de Fuca) angespült.
In den USA gehörte eines dieser Paare einer Frau, die von einer Brücke sprang. Von den beiden anderen identifizierten US-Füßen gehörte ein Fuß einem vermissten Fischer und der andere einem depressiven Mann, der wahrscheinlich Selbstmord begangen hatte. Seine Identität wurde auf Antrag seiner Familie zurückgehalten.
Nachdem der fünfte der 20 Füße entdeckt worden war, hatte die Geschichte zunehmend internationale Aufmerksamkeit in den Medien erhalten. Mit großen Schlagzeilen von Zeitungen wie Melbourne Herald Sun, The Guardian und Cape Times in Südafrika löste die Geschichte viele Spekulationen über die Ursache des Mysteriums aus, die auf eine „morbide Faszination“ für diese Art von Themen zurückzuführen ist, wie ein Wissenschaftler feststellte, der Überreste von Opfern identifiziert. In seiner Talkshow befragte David Letterman zwei kanadische Zuschauer über das Rätsel.
Ein weiterer – scheinbar menschlicher – Fuß, der am 18. Juni 2008 am Tyee Spit in der Nähe des Campbell River auf Vancouver Island entdeckt wurde, stellte sich als (schlechter) Scherz heraus. Das Beweisstück war eine „skelettierte Tierpfote“, die in eine Socke und einen Schuh gesteckt und dann mit getrocknetem Seetang gefüllt wurde. Die Royal Canadian Mounted Police leitete eine Untersuchung des Scherzes ein und eine Verhaftung erfolgte aufgrund der Erregung öffentlichen Ärgernisses.
Nachdem der 11. Fuß am 31. August 2011 in Vancouver gefunden worden war, wurden in Oak Beach, British Columbia, mehrere Laufschuhe gefunden, die nachweislich nur rohes Tierfleisch enthielten.

## Liste der Funde
| #  | Datum             | Fundort                           | Details |
| -- | ----------------- | --------------------------------- | --- |
| 1  | 20. August 2007   | Jedediah Island, BC               | Ein Mädchen, das aus Washington zu Besuch war, fand einen Adidas-Schuh Größe 12 und einen rechten Männerfuß. Es wird angenommen, dass er aufgrund von Verwesung vom Bein getrennt wurde. Diese Art von Schuh wurde 2003 hergestellt und hauptsächlich in Indien vertrieben. Die Überreste wurden als die eines vermissten Mannes identifiziert, der an Depressionen litt. |
| 2  | 26. August 2007   | Gabriola Island, BC               | Ein durch Verwesung abgetrennter rechter Männerfuß wurde von einem jungen Paar entdeckt. Er war noch nass und schien von einem Tier an Land gebracht worden zu sein. Er trieb wahrscheinlich von Süden her an Land. Der Schuh, ein weißer Reebok der Größe 12, wurde 2004 hergestellt und weltweit verkauft, jedoch hauptsächlich in Nordamerika. Die Produktion dieses Typs wurde inzwischen eingestellt. |
| 3  | 2. Februar 2008   | Valdes Island, BC                 | Ein rechter Fuß in einem Nike-Schuh Größe 11 wurde als der eines 21-jährigen Schiffers identifiziert, der vier Jahre zuvor als vermisst gemeldet wurde und dessen Tod als „nicht verdächtig“ eingestuft wird, was entweder auf einen Unfall oder auf Selbstmord hinweist. Dieser Schuhtyp wurde zwischen dem 1. Februar 2003 und dem 30. Juni 2003 in Kanada und den USA verkauft. Es wurde bestätigt, dass der rechte Fuß, der am 8. Februar auf Valdes Island gefunden wurde, und der linke Fuß, der am 16. Juni auf Westham Island gefunden wurde, demselben Mann gehörten.                                                                     |
| 4  | 22. Mai 2008      | Kirkland Island, BC               | Der rechte Fuß einer Frau in einem blau-weißen Sneaker von New Balance wurde auf einer Insel im Fraser-Delta zwischen Richmond (British Columbia) und Delta (British Columbia) entdeckt. Er war noch in Socke und Schuh befindlich. Es wird vermutet, dass der Fuß den Fraser River hinuntergespült wurde und nichts mit den Füßen auf den Golfinseln zu tun hat. Hergestellt wurde der Schuh 1999. Im Jahr 2011 wurde der auf Kirkland Island gefundene Sneaker als Teil eines Paares blau-weißer New-Balance-Sneaker identifiziert, die einer Frau gehörten, die im April 2004 von der Pattullo Bridge in New Westminster sprang.                |
| 5  | 16. Juni 2008     | Westham Island, BC                | Der linke Fuß eines Mannes wurde am 16. Juni von zwei Wanderern gefunden, die im Fluß-Delta schwimmen gingen. Es wurde bestätigt, dass der linke Fuß, der am 16. Juni auf Westham Island gefunden wurde, und der rechte Fuß, der am 8. Februar auf Valdes Island entdeckt wurde, demselben Mann gehörten. |
| 6  | 1. August 2008    | nahe Pysht                        | Ein rechter Fuß in einem schwarzen Schuh der Größe 11 eines Mannes wurde von einem Wohnmobil am Strand entdeckt. Er war mit Seetang bedeckt. Der Ort der Entdeckung war weniger als 16 Kilometer von der internationalen Grenze in der Juan-de-Fuca-Straße entfernt. Tests bestätigten, dass der Fuß menschlich war. Die Polizei sagte, dass der große schwarze Sportschuh Größe 11 Knochen und Fleisch enthielt. Dies war der erste Fuß der Serie außerhalb von British Columbia. Die RCMP und die Sheriff-Abteilung von Clallam County einigten sich am 5. August darauf, dass der Fuß von kanadischen Gewässern nach Süden transportiert wurde. |
| 7  | 11. November 2008 | Richmond, BC                      | Der linke Fuß einer bekannten Frau in einem Schuh wurde im Fraser River in Richmond schwimmend gefunden. Der Schuh wurde als kleiner New-Balance-Laufschuh beschrieben, möglicherweise ein Damenschuh. Eine forensische DNA-Profilanalyse ergab, dass es sich um eine genetische Übereinstimmung mit dem am 22. Mai auf Kirkland Island entdeckten Fuß handelt. |
| 8  | 27. Oktober 2009  | Richmond, BC                      | Ein rechter Fuß in einem Nike-Laufschuh der Größe 8½ wurde an einem Strand in Richmond gefunden. Die Überreste wurden als die eines Mannes aus der Region Vancouver identifiziert, der im Januar 2008 als vermisst gemeldet wurde. |
| 9  | 27. August 2010   | Whidbey Island, Washington        | Der rechte Fuß einer jungen Frau oder eines Kindes wurde ohne Socke und Schuh gefunden. Es wurde festgestellt, dass dieser Fuß zwei Monate im Wasser war. Detective Ed Wallace vom Island County Sheriff’s Office veröffentlichte eine Erklärung, wonach der Fuß auf DNA getestet werden würde. Es wurde jedoch keine Übereinstimmung in der nationalen DNA-Datenbank gefunden. |
| 10 | 5. Dezember 2010  | Tacoma, Washington                | Auf dem Wattstrand von Tacoma, etwa 40 Kilometer südlich von Seattle und 225 Kilometer südlich von Vancouver, wurde ein rechter Fuß im Wanderschuh eines Jugendlichen oder jungen Erwachsenen in Größe 6 der Marke Ozark Trail gefunden. |
| 11 | 30. August 2011   | False Creek, BC                   | Ein Fuß wurde in einem weiß-blauen Laufschuh der Größe 9 eines Mannes gefunden, der neben dem Yachthafen der Plaza of Nations trieb und an dem noch der Unterschenkelknochen befestigt war. Dieser hatte sich aufgrund der Verwesung im Wasser auf natürliche Weise am Knie abgelöst. |
| 12 | 4. November 2011  | Sasamat Lake, BC                  | Der linke Fuß eines Mannes wurde am 16. Juni von zwei Wanderern gefunden, die im Delta im Wasser schwammen. Im Januar 2012 wurde dieser Fuß vom B.C. Coroners Service als der von Stefan Zahorujko, einem örtlichen Fischer, der 1987 vermisst wurde, identifiziert. Die Polizei glaubt, dass sich der Fuß auf natürliche Weise durch Verwesung vom Körper getrennt hat. |
| 13 | 10. Dezember 2011 | Lake Union, Seattle, Washington   | Ein menschlicher Beinknochen mit Fuß wurde in einer schwarzen Plastiktüte unter der Schiffskanalbrücke entdeckt. Bis zum 2. Januar 2012 hatte der Gerichtsmediziner keine Todesursache gefunden oder die Leiche identifiziert. |
| 14 | 26. Januar 2012   | Vancouver, BC                     | Am 26. Januar 2012 wurden im Hundepark in der Nähe des Maritime Museum am Fuße der Arbutus Street in Vancouver die Überreste von scheinbar menschlichen Knochen in einem Stiefel im Sand entlang der Wasserlinie gefunden. |
| 15 | 6. Mai 2014       | Seattle, Washington               | Entlang der Küste des Centennial Park in der Nähe des Getreideterminals Pier 86 wurde ein menschlicher Fuß in einem weißen New-Balance-Schuh gefunden. Der New Balance Modell 622 war weiß mit blauem Besatz, Herrengröße 10½. Dieses Schuhmodell wurde erstmals im April 2008 zum Verkauf angeboten. Auf einem ersten Nachrichtenfoto scheint es sich um einen linken Fuß zu handeln. |
| 16 | 7. Februar 2016   | Vancouver Island, BC              | Wanderer am Botanical Beach in der Nähe von Port Renfrew auf Vancouver Island fanden einen Fuß in einer Socke und einem Laufschuh. |
| 17 | 12. Februar 2016  | Vancouver Island, BC              | Ein Fuß wurde in der Nähe von Port Renfrew auf Vancouver Island angespült. Der örtliche BC Coroners Service sagte, dass er mit einem übereinstimmte, der dort fünf Tage zuvor gefunden wurde. |
| 18 | 8. Dezember 2017  | Vancouver Island, BC              | Überreste eines Beines mit einem daran anhängenden Schuh wurden in der Nähe der Siedlung Jordan River auf Vancouver Island angespült. |
| 19 | 6. Mai 2018       | Gabriola Island, BC               | Kurz nach Mittag am Sonntag, den 6. Mai, stieß ein Mann, der auf der Insel Gabriola am Ufer entlang ging, auf einen Wanderschuh mit einem menschlichen Fuß darin, der durch einen Stein eingeklemmt war. |
| 20 | September 2018    | West Vancouver, BC                | Ein Fuß in einem hellgrauen „Nike Free RN“-Schuh wurde am Ufer in der Nähe des 30th Street Beach Access Points in West Vancouver gefunden. Der Schuh der Größe 9,5 wurde zwischen dem 1. Februar und dem 17. April 2017 hergestellt. Es wurde angenommen, dass er von einem Mann getragen wurde und eine blaue Socke hatte. Ebenso wird angenommen, dass das Opfer jünger als 50 Jahre war. |
| 21 | 1. Januar 2019    | Jetty Island, Everett, Washington | Ein Fuß wurde in einem Stiefel gefunden und später per DNA Antonio Neill zugeordnet. Dieser war seit dem 12. Dezember 2016 vermisst. |

## Mögliche Erklärungen
Die Reihe von Entdeckungen wurde zunächst als „erstaunlich“ und „fast unerklärlich“ bezeichnet, da keine anderen Körperteile aufgetaucht waren.
Die Bestimmung der Herkunft der Füße ist ziemlich kompliziert, da Meeresströmungen schwimmende Gegenstände über große Entfernungen transportieren können, und weil die Strömungen in der Straße von Georgia unvorhersehbar sind. Eine Erklärung war auch, dass einige der Füße von vier Männern stammen, die 2005 bei einem Flugzeugabsturz in der Nähe von Quadra Island ums Leben kamen und deren Leichen nicht geborgen wurden, obwohl festgestellt wurde, dass einer der Füße von einer Frau stammt. Außerdem neigen menschliche Füße dazu, Adipocire (eine seifenartige Substanz aus Körperfett) zu produzieren, was es Forensikern erschwert, Hinweise zu finden. Unter optimalen Bedingungen kann ein menschlicher Körper drei Jahrzehnte lang im Wasser intakt bleiben, was bedeutet, dass die Füße möglicherweise jahrelang herumgeschwommen sind.
Eine andere Theorie besagt, dass die Füße Menschen gehörten, die am 26. Dezember 2004 beim Tsunami in Asien ums Leben kamen. Der in Richmond lebende Schriftsteller Shane Lambert sagte, dass viele der gefundenen Schuhe 2004 oder früher hergestellt und verkauft wurden und dass es für die Schuhe andere Quellen geben könnte. Neben den Herstellungsdaten der Schuhe sagte Lambert, dass Meeresströmungen und ihre Tendenzen nach Norden die Füße aus der vom Tsunami 2004 betroffenen Region den Pazifik hinaufgetragen haben könnten.
Es wurde festgestellt, dass ein Fuß einem Mann gehörte, der depressiv war und vermutlich Selbstmord begangen hat. Zwei weitere Füße wurden als einer Frau zugehörig identifiziert, die Selbstmord begangen hatte, indem sie von der Pattullo-Brücke gesprungen war. Dies deutet darauf hin, dass die Füße auch weiteren Personen gehören könnten, die von der Brücke gesprungen sind.
Eine Verwesung kann durchaus den Fuß vom restlichen Körper trennen, da der Knöchel relativ schwach mit diesem verbunden ist, und der Auftrieb, der durch Luft im Inneren des Schuhs oder in Luftkammern des Schuhs  verursacht wird, das Wegschwimmen des Schuhs ermöglichen würde. Laut der Entomologin der Simon Fraser University, Gail Anderson, lösen sich Extremitäten wie Hände, Füße und Kopf häufig, wenn sich ein Körper im Wasser zersetzt, obgleich sie ohne Schuhe selten schwimmen, sondern schnell versinken.
Es wurde jedoch trotzdem als ungewöhnlich angesehen, Füße und nicht den Rest der Körper zu finden. Das Finden von nur zwei Füßen entspräche einer Chance von „eins zu einer Million“ und wurde daher als Anomalie beschrieben. Bei der Entdeckung des dritten Fußes war es das erste Mal, dass drei solcher Entdeckungen so nahe beieinander gemacht wurden. Die vierte Entdeckung verursachte Spekulationen über absichtliche Täuschungen und wurde statistisch als „kurios“ bezeichnet.